# Dawn (album)
Dawn – piąty album studyjny niemieckiej grupy rockowej Eloy, wydany w 1976 roku nakładem Harvest Records.

## Lista utworów
Opracowano na podstawie materiału źródłowego.
Wydanie LP:
Strona A
| Nr | Tytuł utworu | Muzyka | Długość |
| -- | --- | ------ | ------- |
| 1. | „Awakening” | Eloy   | 2:38    |
| 2. | „Between the Times - a) Between the Times - b) Memory Flash - c) Appearance of the Voice - d) Return of the Voice” | Eloy   | 6:07    |
| 3. | „The Sun-Song” | Eloy   | 4:55    |
| 4. | „The Dance in Doubt and Fear”                                                                                      | Eloy   | 4:25    |
| 5. | „Lost!? (Introduction)”                                                                                            | Eloy   | 5:18    |
|    | |        | 23:23   |

Strona B
| Nr | Tytuł utworu                                     | Muzyka | Długość |
| -- | ------------------------------------------------ | ------ | ------- |
| 1. | „Lost?? (The Decision)”                          | Eloy   | 4:58    |
| 2. | „The Midnight-Fight/The Victory of Mental Force” | Eloy   | 8:09    |
| 3. | „Gliding into Light and Knowledge”               | Eloy   | 4:15    |
| 4. | „Le Réveil du Soleil/The Dawn”                   | Eloy   | 6:45    |
|    |                                                  |        | 24:07   |

## Twórcy
Opracowano na podstawie materiału źródłowego.
Muzycy:
- Frank Bornemann – gitara, śpiew
- Klaus-Peter Matziol – gitara basowa, śpiew
- Jürgen Rosenthal – perkusja, instrumenty perkusyjne, śpiew
- Detlev Schmidtchen – instrumenty klawiszowe, gitara

Dodatkowi muzycy:
- orkiestra symfoniczna pod batutą Wolfganga Mausa

Produkcja:
- Eloy – produkcja muzyczna
- Georgi Nedeltschev - inżynieria dźwięku